# هاري فالون
هاري فالون (بالإنجليزية: Harry Fallon)‏ (26 أبريل 1942 في المملكة المتحدة - ) هو لاعب كرة قدم بريطاني في مركز حراسة المرمى. لعب مع سانت جونستون ونادي يورك سيتي ونادي كوربي تاون وNeilston F.C. ‏.